# 韩馨蕴
韩馨蕴（1990年5月30日—）中国女子网球运动员，辽宁锦州人。长相酷似中国著名女演员巩俐，所以球迷喜欢称韩馨蕴为“网坛的小巩俐”。职业生涯最高的世界排名是女子单打105位（2016年10月）。

## 职业经历
韩馨蕴2010年参加澳网正赛，是她此前职业生涯的一个小小的高潮，15岁就加入浙江队的她，曾获得过山东全运会网球女单的银牌。不过此后，因为各种原因，韩馨蕴退出了国家队，回到了浙江省队。在2016年，韩馨蕴第二次亮相澳网的韩馨蕴因对手崴脚退赛，意外收获了大满贯首胜。然而次轮韩馨蕴没能挡住首轮淘汰沃兹尼亚奇的哈萨克斯坦新秀普婷塞娃，后者用6-3，6-1的比分直落两盘完胜。中国网球迷本期待其之后成绩更进一步，然而之后韩馨蕴却没什么亮眼的成绩，反而沉迷于游戏王者荣耀等“主业”，网球继续变为“副业”，有人甚至在凌晨还发现她在打王者荣耀。2021年，她甚至到中国大陆各大网络平台开始了自己的“网红生涯”，秀自己之前各种的小比赛奖杯，发自己“伤病治疗”的照片卖惨（被网友戏言“打王者按键过猛受伤”），并以武汉世界军人运动会冠军（当时比赛的参赛选手中就她一个人是职业选手）的身份参与了王者荣耀的活动。2021年，韩馨蕴个人发表声明，自己已经退出省队，已经开始“单飞”。而因排名保护，韩馨蕴在2022年依然可以参加澳网的资格赛。

## 个人生活
喜欢炒股，玩三国杀，以及玩王者荣耀，被其粉丝戏言把网球当副业。中国网球迷时常讨论的热点人物。和南宁网球名将兼教练王虎符曾经有恋情，现已经和平分手。
圈中好友
亚当赛克，卡拉尼什科娃，尤拉克，张帅，巴托丽，佐伊·海夫斯，斯尼亚科娃，王蔷，帕诺娃，克里斯蒂安，白卓璇等。

## 争议事件
有相关人士爆料韩馨蕴退出国家队是因为为难其他中国球员，甚至让其他队员给自己洗衣服点外卖等，而且天天玩三国杀不训练，所以后来被驱逐出国家队。而网友因其在网球上不努力，也戏言韩馨蕴是“被连夜赶出国家队”。因成绩被中国大陆网友调侃年少成名，19岁就打进澳网单打正赛的韩馨蕴是年轻一代中一度最招黑的球员。由于止步不前，加上所谓她炒股的报道，一度有球迷叫她“韩炒股”，各种黑段子透着浓浓的恨铁不成钢的味道。
例如，有网络评论：“14岁在国内小有名气，16岁拿到ITF首冠，我蕴作为未来的WTA世界第一，主项是炒股，副项是网球。我蕴能分分秒秒洞察全宇宙发生的一切，有着一口流利的英语，被大家亲切的成为微博女王，将来有望收购WTA。“只要有馨，就有好蕴。”
2021年12月22日，韩馨蕴一路碾压，获得百度贴吧年度最受球迷喜爱运动员。值得一提的是，在决赛中更是大胜中国网球的希望之星商君。2022年1月11日，韩馨蕴澳大利亚网球公开赛资格赛首轮被对手送蛋横扫出局，对手赛中甚至打的展现笑容以表示轻松，而韩馨蕴也对自己表现很不满，比赛中甚至摔拍。在澳大利亚网球公开赛双打第二轮，韩馨蕴也把对手逗笑，最终韩馨蕴被横扫止步澳网第二轮。而中国大陆网友对此戏言韩馨蕴被对手耻笑。

## 个人荣誉
- 十一运会网球女子单打亚军、女子团体季军
- 2007年和2008年连续两年中国网球公开赛女双亚军
- 2010年澳大利亚网球公开赛第一轮[2]
- 2019年军运会女子网球单打冠军
- 2021年百度贴吧最受欢迎球员

## 外部連結
- 韩馨蕴的国际女子网球协会官方資料（英文）
- 韩馨蕴的國際網球總會 職業／青少年 官方資料（英文）